# Munna japonica
Munna japonica är en kräftdjursart som beskrevs av Michitaka Shimomura och Shunsuke F. Mawatari 200. Munna japonica ingår i släktet Munna och familjen Munnidae. Inga underarter finns listade i Catalogue of Life.